# Karl Leopold Joachim Daniel Moser von Ebreichsdorf
Karl Leopold Joachim Daniel Moser von Ebreichsdorf (* 2. September 1744; † 21. August 1823 in Wien) war österreichischer Land-Untermarschall in Niederösterreich.

## Leben
Karl Leopold Joachim Daniel war der älteste Sohn aus der zweiten Ehe von Karl Leopold Friedrich Freiherr Moser von Ebreichsdorf mit Maria Katharina von Brockhof. Nach beendeten Studien trat er bei den niederösterreichischen Ständen in Dienste, wurde Obereinnehmer und Raitherr. 1764 wurde er Truchsess und nach Auflösung der ständischen Kollegien 1765 niederösterreichischer Regierungsrat. 1770 wurde er Verordneter des niederösterreichischen Ritterstandes und kam 1784 in den ständischen Ausschuss. Er trat gegen die Einführung neuer Steuern (wie z. B. der Tranksteuer) auf und lehnte die Auflösung der ständischen und der Landesverfassung 1790 ab.
1802 wurde er wie sein Vater Landuntermarschall
und 1819 Ritter des österr. kaiserl. Leopold-Ordens.
Am 26. Mai 1771 heiratete er Anna Therese (Theresia) von Suttner-Gundacker (* 7. Juli 1745; † 17. Januar 1792), von der er die Herrschaft Ebenfurth erbte. Nachfolger und Erbe war sein ältester Sohn Karl Ferdinand Joseph (* 30. Juni 1778, † 14. Dezember 1847).

## Werke
- „Betrachtungen über alle Theile der neuen landesfürstlichen und obrigkeitlichen Steuer-Regulirung“. Wien 1799, v. Trattnern

## Auszeichnungen
- Österreichisch-kaiserlicher Leopold-Orden